# ألان والش (سياسي)
ألان والش (بالإنجليزية: Allan Walsh)‏ هو سياسي أسترالي، ولد في 13 أغسطس 1940، وتوفي في 17 سبتمبر 2013. حزبياً، نشط في حزب العمال الأسترالي. وقد انتخب عضو الجمعية التشريعية نيو ساوث ويلز.